# 保坂直達
保坂 直達（ほさか なおみち、1935年1月23日 - ）は、日本の経済学者。経済学博士（論文博士・1973年）（学位論文「貨幣と経済分析」）。兵庫県立大学名誉教授。元流通科学大学学長。

## 略歴
東京生まれ。1959年横浜市立大学商学部経済学科卒、1965年神戸大学大学院経済学研究科理論経済学博士課程満期退学、1973年「貨幣と経済分析」で経済学博士の学位を取得。
関西大学経済学部助教授、1970年神戸商科大学助教授、1974年教授。1994年経済研究所長。2000年退任、名誉教授、2000年流通科学大学教授。2004年兵庫県立大学名誉教授。2005年流通科学大学学長。
2013年11月瑞宝中綬章受章。

## 著書
- 『貨幣と経済分析』東洋経済新報社 1975
- 『ケインズ革命の再評価と貨幣理論』有斐閣 1978
- 『日本経済とインフレーション』三一書房 1980
- 『大きな政府か小さな政府か ケインジアン対マネタリスト』有斐閣選書 1982
- 『マネタリズム論争とマクロ経済分析』有斐閣 1983
- 『金融革命と銀行の国際化 新しい金融秩序を求めて』有斐閣選書 1985
- 『金融恐慌・大不況・銀行経営』有斐閣 1988
- 『日本経済論 ’90年代の課題』三一書房 1990
- 『金融変革の経済学』ミネルヴァ書房 1991
- 『バブル経済の構造分析』日本評論社 1994
- 『平成不況と昭和恐慌 歴史の教訓と解決への道』三嶺書房 1996
- 『世紀転換期の経済と経済思潮 市場と金融』晃洋書房 2001
- 『資本主義とは何か 21世紀への経済地図』桜井書店 2012

### 共編著
- 『例解近代経済学講義 1 マクロ経済学』安井修二共編 有斐閣双書 1976
- 『ヘッジファンズとデリバティブズ 国際的資本と金融技術革新』編著 晃洋書房 2001
- 『流通と経済 1つの学際研究』白石善章共著 晃洋書房 2004

### 翻訳
- ロバート・H.ハーブマン, ケニヨン・A.ノップ『価格の理論 市場組織の分析』貞木展生共訳 トッパン 経済学入門シリーズ 1968
- ハインツ・ケェラー『厚生と計画 資本主義対社会主義』矢野恵二共訳 トッパン 経済学入門シリーズ 1969
- ジョン・リンダウァー『図説マクロ経済学』トッパン 1972
- ミルトン・フリードマン『インフレーションと失業』マグロウヒル好学社 1978
- ドン・パティンキン, J.クラーク・レイス編『ケインズ,ケムブリッジおよび『一般理論』』菊本義治共訳 マグロウヒル好学社 1979

## 論文
- <保坂直達